# Matamba

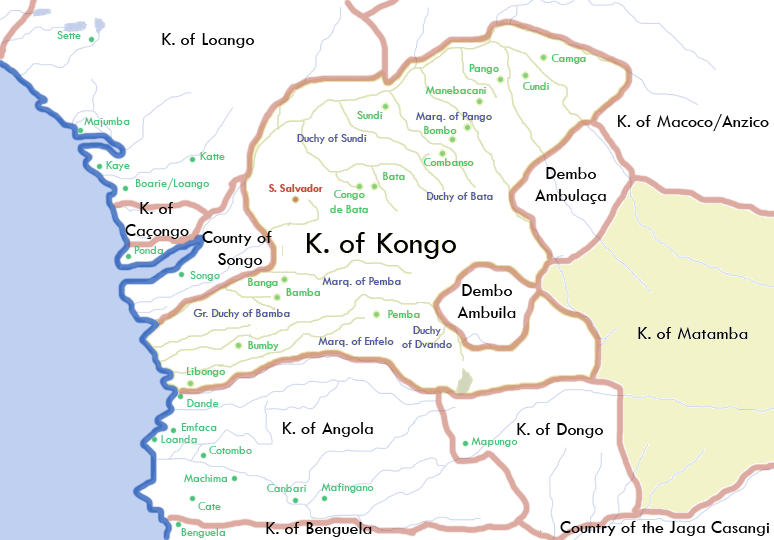
Situació del regne de Matamba respecte al regne del Congo vers 1711.

El regne de Matamba (1631-1744) va ser un estat precolonial africà localitzat en el que actualment és Baixa de Cassange a la província de Malanje de la moderna Angola. Era un regne poderós que va resistir molt temps les temptatives de colonització, i fou integrat a Angola a la fi del segle xix.

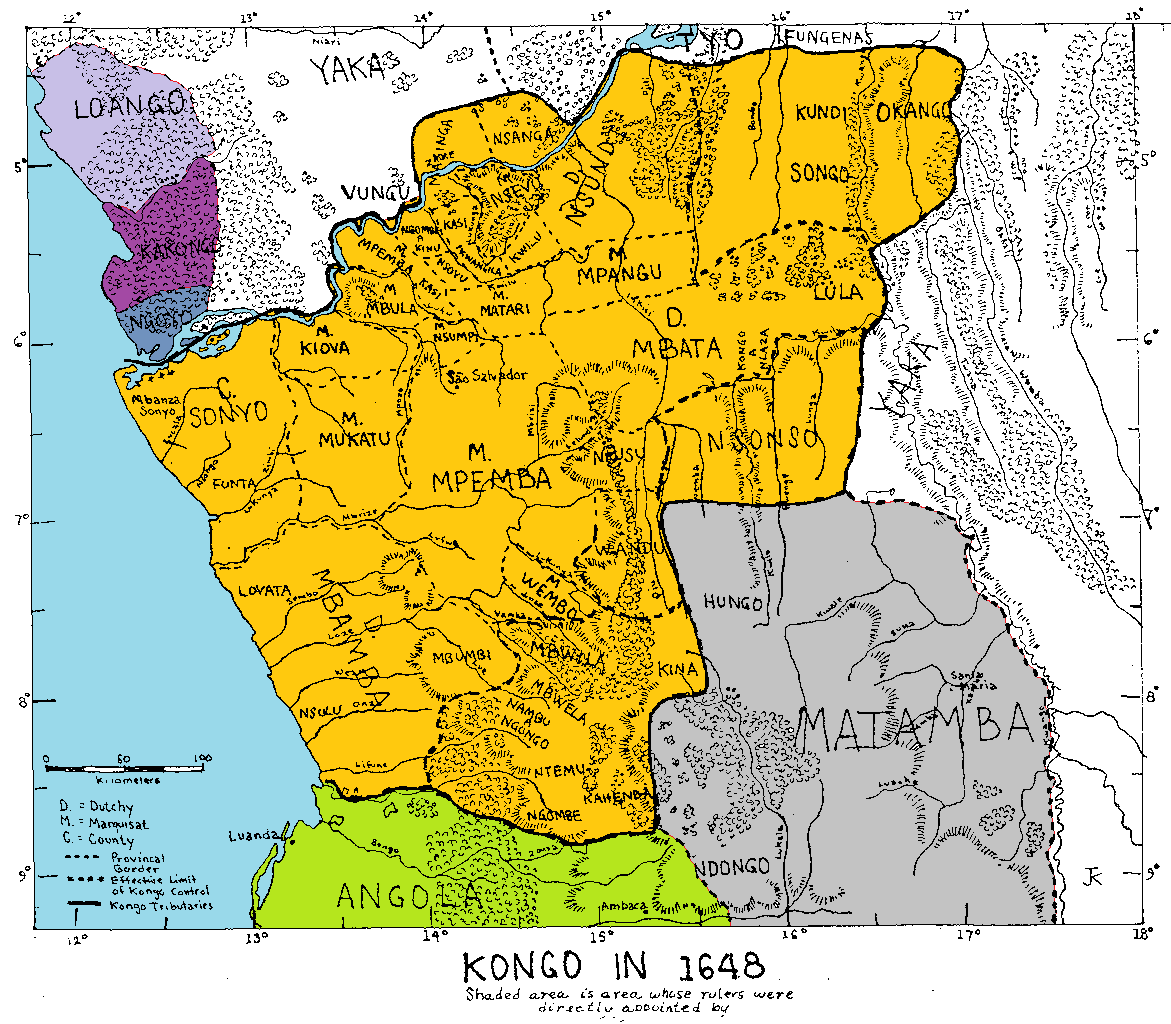
Regne de Matamba en 1648

## Orígens
El primer esment documental del regne de Matamba és una referència d'un homenatge efectuat al rei del regne del Congo, llavors Afonso I, en 1530. Posteriorment, en 1535, Afonso va esmentar el regne de Matamba com una de les regions sobre les quals governava. No hi ha informació sobre la història del regne, i les modernes tradicions orals sobre el regne, de moment, no afegeixen cap dada rellevant. No sembla probable que el regne del Congo tingués més que una presència lleu i simbòlica al regne de Matamba, i els seus governants van ser, probablement, bastant independents. El regne de Matamba, sens dubte, tenia relacions més estretes amb el seu veí el regne de Ndongo.
A mitjan segle xvi, el regne de Matamba era governat per una monarca desconeguda, que va rebre els missioners enviats pel rei Diogo I Nkumbi a Mpudi (1545-1561). Malgrat això, no existeix cap evidència que el regne es convertís al cristianisme.
L'arribada en 1575 de colons portuguesos a Luanda, sota el comandament de Paulo Dias de Novais, va alterar la situació política, amb els portuguesos intentant intervenir en l'administració del regne de Ndongo, la qual cosa va portar a la guerra entre Ndongo i Portugal en 1579. El regne de Matamba va exercir un petit paper en els inicis de la guerra, però l'amenaça d'una victòria portuguesa va incentivar al governant de Matamba (probablement un rei anomenat Kambolo Matamba) a intervenir, enviant un exèrcit per ajudar al regne de Ndongo contra els portuguesos, i jugant un paper determinant en la derrota dels portuguesos en la batalla de Lukala en 1590.

## Atac portuguès i conquesta per Ndongo
En 1618 el governador de la colònia portuguesa d'Angola, Luís Mendes de Vasconcellos, va llançar un atac a gran escala contra el regne de Ndongo, fent ús dels seus recentment adquirits aliats imbangala. Els grups imbangala aliats de Portugal eren soldats mercenaris del sud del riu Cuanza. Durant els dos anys següents, el fill de Mendes de Vasconcelos, João, va liderar l'aliança de forces lusitanoimbangales, infligint grans danys a Ndongo. En aquest període, el grup imbangala de Kasanje va desertar, i va dur a terme pel seu compte atacs contra el regne de Matamba.
Ndongo va continuar sofrint atacs de les forces portugueses, i en 1624 la reina Njinga Mbandi (també anomenada Nzinga) va pujar al tron i continuà la guerra. Njinga va entrar en Matamba i les seves forces van derrotar a les de la monarca de Matamba, la reina Mwongo Matamba, capturant-la i fent-la la seva presonera. Cap a 1631, Njinga va unificar tots dos regnes, Ndongo i Matamba.

## Els regnes units de Matamba i Ndongo: Njinga i els seus successors
La reina Njinga va governa Matamba va governar des de 1631 fins a la seva mort en 1663. Durant aquest temps va integrar el país als seus dominis i hi va establir milers dels seus antics súbdits que havien fugit d'atacs portuguesos. Va fer diverses guerres contra Kasanje especialment en 1634-1635. El 1639 va rebre una missió de pau portuguesa que no va aconseguir un tractat, però va restablir les relacions entre ella i els portuguesos. Quan els holandesos es van fer càrrec de Luanda el 1641, Njinga va enviar immediatament ambaixadors per fer una aliança amb ells. Durant aquests anys, va traslladar la seva capital de Matamba a Kavanga, on va realitzar operacions contra els portuguesos. Encara que les forces de Ndongo va obtenir una victòria significativa sobre els portuguesos en la batalla de Kombi en 1647, gairebé obligant-los a abandonar el país i posant setge a la seva capital interior de Masangano, unes tropes de reforç portugueses dirigides per Salvador de Sá e Benavides el 1648 van obligar els holandesos i a Njinga a tornar a Matamba. Tot i que mantingué la simbòlica capital Kindonga, una illa al riu Kwanza on ella i el seu predecessor havia governat, la capital real era a la ciutat de Matamba (Santa Maria Matamba). Njinga es va batejar com a Ana de Sousa alhora que va començar propostes de pau amb Portugal a Luanda en 1622 i en 1654.
Njinga esperava que una relació pacífica amb Portugal li permetria establir el seu regne i determinar un successor, ja que no tenia fills. Va formar una estreta aliança amb una família relacionada, el líder del qual, João Guterres Ngola Kanini, es va convertir en un dels seus regidors més importants. També estava ansiosa d'eliminar les forces d'Imbangala, dirigides per Njinga Mona, del seu exèrcit i situar-les sota el seu control directe. Per aquest motiu, també buscà reconciliar-se amb l'Església catòlica. Aquesta estratègia va ser reeixida, va signar un tractat de pau en 1657 i missioners caputxins italians van començar a predicar en les seves terres. Van considerar Njinga en els seus dies finals com un model cristià i es van batejar milers de súbdits.
Tanmateix, la reintegració a la comunitat cristiana no va resoldre els seus problemes, i encara hi havia qüestions preocupants de successió. L'església es va negar a reconèixer un matrimoni dinàstic entre João Guterres i la seva germana Bàrbara, ja que Guterres tenia una esposa a la fortalesa portuguesa de Mbaka on havia estat presoner. De la mateixa manera, encara que els fins i tot anticristians Imbanagala van permetre a Njinga alterar algunes de les seves costums, el poder de Njinga Mona no estava controlat en l'exèrcit.

### Guerra civil
Després de la mort de Njinga, va esclatar un període de tensió, marcat per la guerra civil. Bàrbara va succeir a Njinga, però va ser assassinada per forces lleials a Njinga Mona en 1666. João Guterres va aconseguir expulsar temporalment Njinga Mona en 1669, però va ser derrotat i assassinat en 1670. Njinga Mona governaria el regne fins que el fill de João Guterres, Francisco, va enderrocar i matar Njinga Mona i es convertí en governant en 1680.

### Batalla de Katole
En 1681 Francisco es va involucrar en una guerra amb el veí Kasanje, en la qual va intentar promoure els interessos d'un dels candidats al tron. Els portuguesos van intervenir en aquesta guerra i van envair Matamba amb una força de més de 40.000 soldats, la força militar més gran que Portugal havia mobilitzat mai a Angola. L'exèrcit va penetrar a Katole, on Francisco va llançar un atac reeixit a l'alba del 4 de setembre de 1681, i que va causar fortes baixes a l'exèrcit portuguès. No obstant això, les forces d'Imbangala a l'exèrcit portuguès van aconseguir enfortir la resistència, i en la batalla posterior, Francisco i alguns dels seus familiars van ser assassinats. L'exèrcit portuguès, que va patir fortes pèrdues, es va retirar a Ambaca i després a Masangano.

## La reina Verónica
Francisco Guterres va ser substituït per la seva germana Verónica I Guterres Kandala Kingwanga, qui va governar de 1681 a 1721, va consolidar el control de la dinastia Guterres i va crear un precedent durador per als governants. Verónica era aparentment uns cristiana pietosa, però també una fervent creient en la independència de Matamba. Per a evitar una altra invasió portuguesa, Verónica va enviar una ambaixada a Luanda que negociava un tractat de pau, signat el 7 de setembre de 1683. En ella va acceptar un vassallatge nominal, va acordar retornar presoners portuguesos de la batalla de Katole, va permetre els missioners al país i va permetre als agents portuguesos el lliure accés a través de les seves terres. També va acceptar reconèixer la independència de Kasanje i renunciar a totes les reclamacions del país i pagar 200 esclaus durant 4 anys com a compensació.
Verónica, en canvi, no estava realment assetjada, i en pocs anys estava avançant reclamacions com a Reina de Ndongo i Matamba que rivalitzava amb les de la seva predecessora Njinga. En el procés d'afirmació de les seves reclamacions va entrar en guerres amb Portugal en 1689 i de nou en 1692-93. També va buscar algun tipus d'aliança amb el regne del Congo en 1706. Aquestes guerres i la violència entre les grans operacions van provocar greus depopulacions a les vores occidentals dels seus dominis.
Verónica sembla haver estat ansiosa per restablir una missió cristiana al país, abandonada després de la mort de Njinga i la guerra civil que va seguir. No obstant això, malgrat les seves diverses súpliques, la missió no va ser restablerta.

## La invasió portuguesa de 1744
Quan Verónica va morir el 1721, va ser succeït pel seu fill Afonso I Álvares de Pontes. Durant el seu regnat, el districte nord de Holo es va separar de Matamba per formar el seu propi regne i va entrar en relacions amb Portugal. Com a resultat dels intents de Matamba de prevenir la secessió i el comerç portuguès amb la província rebel, les relacions entre Matamba i la colònia portuguesa es van deteriorar. Ana II (Ana I va ser reina Njinga, ja que Matamba va acceptar els noms de pila dels antics governants i la seva dinastia) qui va arribar al poder el 1741, i es va enfrontar a la invasió portuguesa en 1744. La invasió de Matamba per les forces portugueses el 1744 va ser una de les seves majors operacions militars al segle xviii. En el curs del seu atac, l'exèrcit de Matamba va causar una greu derrota als portuguesos, però tot i això, les restes de l'exèrcit van aconseguir arribar a la capital de Matamba. Per evitar una llarga guerra i retirar-los, Ana II va signar un tractat de vassallatge amb Portugal, que va renovar els punts concedits per Verónica el 1683. Si bé el tractat va permetre a Portugal reclamar Matamba com a vassall i va obrir Matamba al comerç portuguès, va tenir poc efecte sobre la sobirania real de Matmaba, o fins i tot sobre la conducta del comerç. Ana II, com Verónica abans d'ella, estava interessada a desenvolupar Matamba com a país cristià, enviant cartes rutinàries al prefecte caputxí del Congo i Angola o a les autoritats portugueses demanant que els missioners arribessin a establir bases permanents al seu país. Tot i que el país va ser visitat pels missioners de Cahenda i també dels Carmelites Descalços, no es va establir una missió permanent.

## El regne dividit
Ana II va morir en 1756 i va esclatar una guerra civil entre els pretendents rivals al tro, durant la qual Verónica II va governar breument durant un temps però va ser enderrocat en algun moment després de 1758, deixant a Ana III en el tron. Ana III va ser derrotada al seu torn per Kalwete ka Mbandi, un cap militar. Kalwete va guanyar la guerra, i va ser batejat com a Francisco II en prendre el tron. No obstant això, dues de les filles d'Ana, Kamana i Murili van escapar de la guerra civil, es van refugiar a l'antiga capital de Ndongo a les illes Kindonga i van resistir amb èxit els intents de Francisco II d'enderrocar-les. A partir d'aquesta base, la reina Kamana va crear un regne rival, i en 1767 va intentar sense èxit obtenir ajuda portuguesa contra el seu rival. Mentre que el governador portuguès de l'època, Francisco Innocencio de Sousa Coutinho li va concedir asil i va instruir als seus funcionaris a respectar-la a ella i a la seva posició, no va afavorir la intervenció directa en els assumptes de la part oriental de la zona portuguesa. El fill i successor de Kamana va aconseguir posar fi a la divisió del país recuperant la capital amb èxit i sent coronat com a rei de Matamba al voltant de 1810.